# Laternaria coelestina
Laternaria coelestina är en insektsart som beskrevs av Stsl 1863. Laternaria coelestina ingår i släktet Laternaria och familjen lyktstritar. Inga underarter finns listade i Catalogue of Life.